# Echiochilon chazaliei
Echiochilon chazaliei är en strävbladig växtart som först beskrevs av Roissieu, och fick sitt nu gällande namn av Ivan Murray Johnston. Echiochilon chazaliei ingår i släktet Echiochilon och familjen strävbladiga växter. Inga underarter finns listade i Catalogue of Life.